# 大同盆地
大同盆地（だいどうぼんち）は中国山西省北部と内外長城の間に位置している。 桑乾盆地の西部に当たる。黄土高原を黄河水系の永定河の上流である桑乾河とその支流の御河などが削り、土砂が堆積して作られた。 高度は海抜約1,100メートル。
鉱物資源（石炭など）に恵まれ、農業と畜産も盛んである。中心都市は当盆地の北西部にある大同市（北緯40度05分 東経113度18分 / 北緯40.083度 東経113.300度座標: 北緯40度05分 東経113度18分 / 北緯40.083度 東経113.300度）。

## 参考項目
- 大同炭田